# Músicas para Churrasco ao Vivo na Quinta da Boa Vista
Músicas para Churrasco - Ao Vivo Na Quinta da Boa Vista - Vol. 1 é o quinto álbum ao vivo do cantor Seu Jorge. Após o grande sucesso do álbum Músicas para Churrasco, Vol. 1, Seu Jorge registrou em DVD o show em Quinta da Boa Vista, no Rio de Janeiro. O show conta com participações especiais de Caetano Veloso, Zeca Pagodinho, Alexandre Pires, Racionais MC's, entre outras. Foi gravado em 20 de novembro, do ano de 2012, Dia da Consciência Negra.
Paula Lavigne fez a direção geral e Pretinho da Serrinha a direção musical do DVD "Música Para Churrasco ao Vivo".
Recebeu o Grammy Latino de Melhor Álbum Pop Contemporâneo em Língua Portuguesa em 2013.

## Faixas do DVD
1. Dia de Comemorar
2. Mina do Condomínio
3. Chega no Suingue
4. Pessoal Particular
5. A Doida
6. Vizinha (part. especial: Alexandre Pires)
7. Eu Sou o Samba (part. especial: Alexandre Pires)
8. Meu Parceiro (part. especial: Zeca Pagodinho)
9. Judia de Mim (part. especial: Zeca Pagodinho)
10. Pout-Pourri (part. especial: Zeca Pagodinho)

- -     - Hei de Guardar Teu Nome
    - Vou lhe Deixar no Sereno
    - Quem Sorriu Foi a Patroa
    - Bagaço da Laranja

1. São Gonça (part. especial: Caetano Veloso)
2. Dois Beijinhos (part. especial: Flor de Maria)
3. Quem Não Quer Sou Eu
4. Carolina
5. Diário de Um Detento (part. especial: Racionais MC's)
6. Mangueira
7. On The Beat (The Brooklyn, Bronx and Queens Band)
8. Imperador da Dança (Bonde do Passinho)
9. Burguesinha
10. Kizomba, Festa da Raça

## CD
O álbum também foi lançado em CD, com dois discos. Teve participações especiais de Caetano Veloso, Zeca Pagodinho, Alexandre Pires, Racionais MC's, Sandra de Sá, Trio Preto +1 e Flor de Maria.

### Faixas
1. Dia de Comemorar - 5:08
2. Mina do Condomínio - 5:46
3. Chega No Suingue - 4:19
4. Pessoal Particular - 6:27
5. A Doida - 2:59
6. Vizinha (part. Alexandre Pires) - 3:40
7. Meu Parceiro - 3:07
8. Judia de Mim (part. Zeca Pagodinho) - 2:13
9. Pout-Pourri (part. Zeca Pagodinho) - 1:56

- - Hei de Guardar Teu Nome
  - Vou lhe Deixar no Sereno
  - Quem Sorriu Foi a Patroa
  - Bagaço da Laranja

1. São Gonça (part. Caetano Veloso) - 5:27
2. Dois Beijinhos (part. Flor de Maria) - 5:09
3. Quem Não Quer Sou Eu - 5:22
4. Diário de Um Detento (part. Racionais MC's) - 8:13
5. Preto do Beco (part. Trio Preto +1) - 3:04
6. Burguesinha - 5:04
7. Alma de Guerreiro (bonus track)

## Músicos
- Sidão Santos - baixo e vocal
- Adriano Trindade - bateria
- Fernando Vidal - guitarra
- Jr. Gaiatto - gaita, violino e vocal
- Claudio Andrade - teclados e vocal
- Rodrigo Tavares - teclados, talkbox e vocal
- Jorge Quininho - percussão
- DJ Cia - programações
- Fernando Bastos - sax-tenor
- Edy Trombone - trombone
- Paulo Viveiro - trompete e flugelhorn
- Pretinho da Serrinha - cavaquinho, percussão e vocal